# 矢吹奈子
矢吹 奈子（やぶき なこ、2001年〈平成13年〉6月18日 - ）は、日本の女優、タレント、モデル、ラジオパーソナリティであり、女性アイドルグループHKT48および日韓合同グローバルガールズグループIZ*ONEの元メンバーである。AKB48チームBの元兼任メンバー。元子役。
東京都世田谷区出身。TWIN PLANET ENTERTAINMENT所属。

## 来歴

### 生誕から
0歳から子役として活動し、2005年公開の映画『タッチ』では浅倉南の幼少時代を演じた。
小学2年頃からAKB48のファンになり、はじめは姉の影響で渡辺麻友を好きになった。しかしある日テレビを観ていた時に突然、指を差し「この人が好き！」と言ったメンバーがいた。それが指原莉乃だった。その後4、5回握手会で指原のもとに足を運び、そのうち2回「（AKB48グループのオーディションに）絶対に受かるよ。受けて！」と誘いを受けたが、当時は応募要項の年齢条件に達していなかった。指原がHKT48に移籍した後、博多にも行ってみたいと思い、HKT48のオーディションを受けることになる。

### HKT48時代
2013年8月、HKT48第3期生オーディションに合格、11月2日にHKT48ひまわり組「パジャマドライブ」初日公演のバックダンサーとしてお披露目。12月7日、研究生「脳内パラダイス」公演で劇場公演デビュー。12月11日発売のAKB48 34thシングル『鈴懸の木の道で「君の微笑みを夢に見る」と言ってしまったら僕たちの関係はどう変わってしまうのか、僕なりに何日か考えた上でのやや気恥ずかしい結論のようなもの』Type Hに収録された「ウインクは3回」でセンターに抜擢される。ミュージック・ビデオ撮影時点ではお披露目前であった。
2014年2月24日、Zepp DiverCityで開催された「AKB48グループ大組閣祭り」において、チームHへの昇格が発表され、4月23日よりチームHとして活動を開始。3月12日発売のHKT48 3rdシングル『桜、みんなで食べた』で同期の田中美久とともに初の選抜入りを果たす。
2015年3月25日にさいたまスーパーアリーナで開催された『AKB48ヤングメンバー全国ツアー〜未来は今から作られる〜』にて、田中・（以下AKB48）大和田南那・川本紗矢・谷口めぐ・向井地美音・村山彩希とともにAKB48グループの派生ユニット「でんでんむChu!」を結成することが発表される。翌26日に同会場で開催された『AKB48春の単独コンサート〜ジキソー未だ修行中！〜』内に行われた「春の人事異動」により、AKB48チームBとの兼任が発表された。9月1日より新体制に移行し兼任を開始。11月25日発売のHKT48 6thシングル『しぇからしか!』Type-Cにソロ楽曲『いじわるチュー』が収録された。HKT48のシングルにメンバーのソロ楽曲が収録されるのは初である。12月26日、チームB「ただいま 恋愛中」初日公演に出演。
2016年5月から6月にかけて実施された『AKB48 45thシングル選抜総選挙』では28位でアンダーガールズに選出され、初ランクインを果たした。開票イベントが行われた6月18日は矢吹の15歳の誕生日で、「人生で一番最高の日になりました。」と喜びのコメントを述べた。中高生向けビューティー&ファッション誌『LOVE berry』2016年8月20日発売のvol.3より、専属モデル「ラブモ」としての活動を開始した。
2017年12月8日、AKB48劇場12周年公演でグループ内の組閣が行われ、AKB48チームBとの兼任解除が発表され、2018年5月28日をもってAKB48としての活動（兼任）を終了。同年5月2日に発売されたHKT48の11thシングル『早送りカレンダー』では田中とともにセンターポジションに選ばれ、「なこみく」コンビでのWセンターとなった。同年5月30日発売のAKB48 52ndシングル『Teacher Teacher』では、AKB48のシングル表題曲に初選抜された。同年6月の『AKB48 53rdシングル 世界選抜総選挙』では9位にランクインし、初の選抜入りを果たした。10位には田中も入っており「なこみく」コンビで揃って選抜入りとなった。

### IZ*ONE時代
同年4月から8月まで韓国のオーディション番組『PRODUCE 48』に参加。先輩メンバーの宮脇咲良とともに20位以内のファイナリストに残り、8月31日の最終回で発表された最終順位で6位にランクインし、「IZ*ONE」のメンバーに選ばれた。IZ*ONEの活動に専念するため、2021年4月までの2年6か月間、一時国内グループ活動を休業することになった。2018年10月29日にIZ*ONEとしてミニアルバム『COLOR*IZ』でデビューし、専任活動を開始した。
2021年4月29日、2年6か月の活動期間が終了し、IZ*ONE専任活動が終了した。

### HKT48復帰
同年5月15日、生配信番組『HKT48メンバー全員生出演「君とどこかへ行きたい」リリース記念ニコ生特番』にサプライズ出演。宮脇とともにHKT48として2年5か月ぶりに活動再開した。同日、約2年8か月ぶりに自身のTwitterとInstagramの更新を再開した。
同年6月26日、西日本シティ銀行 HKT48劇場にて、自身の20歳の誕生日を祝う『生誕祭』で2年9か月ぶりに劇場公演に復帰した。
同年10月8日、自身のTikTokアカウントを開設。
同年10月9日から放送の土ドラ『顔だけ先生』（東海テレビ制作・フジテレビ系）で、グループ関連以外では初の連続ドラマにレギュラー出演。
同年11月3日、12月1日発売のHKT48の2ndアルバム『アウトスタンディング』のリード曲で、自身の同グループとしての復帰作となる「突然 Do love me!」で単独センターを務めることが発表され、11月30日には同曲のミュージックビデオが公開された。
2022年10月16日、幕張メッセで行われたHKT48の11周年記念ライブ「未来へのメッセージ」で、グループ卒業を発表した。
2023年1月28日、自身のTwitterにて、同月31日をもって所属事務所Vernalossomを退所することを発表。フリーランスでの活動となる。同年4月1日、パシフィコ横浜で卒業コンサートを開催し、HKT48としての活動を終了。

### ソロ活動
2023年6月18日、芸能事務所TWIN PLANET ENTERTAINMENTに所属することが発表される。同年9月26日、恵比寿The Garden HallにてLAPONEエンタテインメントが主催する「PRODUCE 101 JAPAN THE GIRLS概要発表記者会見」に公式アンバサダーとして登壇した。
2023年12月31日、ゲームバラエティ番組『Run for money 逃走中 ～お台場リベンジャーズ～』（フジテレビ）に挑んだ（矢吹自身は5度目の挑戦）。最後の1人まで残る大健闘も残り22秒で脱落し悲願の逃走成功にあと一歩届かなかった。
2024年1月15日、いちごさんどう 2024 応援サポーターに就任した。2024年4月に初のカレンダーを発売し、4月20日には発売記念イベントを開催した。

## 人物
歌唱力が高く、『PRODUCE 48』でのチーム別バトルの際にも圧巻の高音ボイスを披露した際に、韓国のファンを中心に評価を得た。
田中美久曰く「奈子は自分でも言うくらいお酒が強い」が、田中の自宅へ初めて泊まった際には疲労から少量の飲酒で泥酔状態となり、化粧を落とさず眠ろうとした矢吹に田中が「メイクくらいは落としたほうがいいよ」と伝えた際には突然韓国語を喋り出したという。翌朝、田中に昨晩の出来事を聞かされた際にはそのことを全く覚えていなかったため驚いていたと明かしている。

### HKT48
愛称は「なこ」。初期には「きなこ」、あるいは「ぬこ」とも。キャッチフレーズは「私達はお化けを倒す軍隊だ！（おー！）矢吹奈子です。」。これはお化け屋敷に行った時に友達と一緒に言ったもので、2015年1月のバラエティ番組『有吉AKB共和国』（TBSテレビ）でのトーク中に矢吹が「私たちはお化けを倒す軍隊だー！」と拳を振りかざすと、MCの有吉弘行が即座に「おー！」と反応したことにちなむ。
オーディションの歌唱審査で歌った曲は、AKB48チームサプライズの『君のC/W』。
HKT48時代は「よそよそしい呼び方禁止令」により、指原莉乃のことを「さしこちゃん」と呼んでいた。
同期で同い年の田中美久とのコンビは「なこみく」と呼ばれ、ともに活動することが多かった。なこみく名義の楽曲に4thシングル『控えめI love you !』Type-Cに収録された「生意気リップス」がある。また、11thシングル『早送りカレンダー』では共にセンターを務めた。

## 参加曲

### シングル
HKT48名義
- 桜、みんなで食べた（2014年3月12日） - EAN 4988005814586。
- 君はどうして?（2014年3月12日） - EAN 4988005814586。
- 覚えてください（2014年3月12日）研究生名義 - EAN 4988005814609。
- 君のことが好きやけん（2014年3月12日） - EAN 4988005814616。
- 控えめI love you !（2014年9月24日） - EAN 4988005837837。
- 今 君を想う（2014年9月24日） - EAN 4988005837837。
- アイドルの王者（2014年9月24日）Team H名義 - EAN 4988005837837。
- 生意気リップス（2014年9月24日）なこみく名義 - EAN 4988005837851。
- 12秒（2015年4月22日） - EAN 4988005877222。
- ロックだよ、人生は…（2015年4月22日） - EAN 4988005877222。
- 微笑みポップコーン（2015年4月22日）ポップコーンチルドレン名義 - EAN 4988005877222。
- カメレオン女子高生（2015年4月22日）Team H名義 - EAN 4988005877239。
- しぇからしか!（2015年11月25日）HKT48 feat.氣志團名義 - EAN 4988031129203。
- 黄昏のタンデム（2015年11月25日） - EAN 4988031129203。
- Buddy（2015年11月25日）Team H名義 - EAN 4988031129203。
- いじわるチュー（2015年11月25日）ソロ楽曲 - EAN 4988031129227。
- 74億分の1の君へ（2016年4月13日） - EAN 4988031148914。
- Chain of love（2016年4月13日） - EAN 4988031148914。
- アインシュタインよりディアナ・アグロン（2016年4月13日）なこみく & めるみお名義 - EAN 4988031148938。
- 最高かよ（2016年9月7日） - EAN 4988031177365。
- 夜空の月を飲み込もう（2016年9月7日）HKT48 Team H名義 - EAN 4988031177372。
- 必然的恋人（2017年2月15日） - EAN 4988031207314。
- HKT48ファミリー（2017年2月15日） - EAN 4988031207406。
- キスは待つしかないのでしょうか?（2017年8月2日） - EAN 4988031235386。
- ロマンティック病（2017年8月2日） - EAN 4988031235416。
- 早送りカレンダー（2018年5月2日） - EAN 4988031281222。
- 季節のせいにしたくはない（2018年5月2日） - EAN 4988031281222。
- ビーサンはなぜなくなるのか?（2022年6月22日）

AKB48名義
- ウインクは3回（2013年12月11日）HKT48名義 - EAN 4988003445201。
- 秘密のダイアリー（2014年2月26日） Baby Elephants名義 - EAN 4988003450120。
- 今、Happy（2014年11月26日）ばら組名義 - EAN 4988003460853。
- 大人列車（2015年3月4日）HKT48名義 - EAN 4988003465988。
- カフカとでんでんむChu !（2015年5月20日）でんでんむChu !名義 - EAN 4988003467876。
- 金の羽根を持つ人よ（2015年12月9日）Team B名義 - EAN 4988003479084。
- Make noise（2016年3月9日）HKT48名義 - EAN 4988003484637。
- 恋をすると馬鹿を見る（2016年6月1日）Team B名義 - EAN 4988003487874。
- 伝説の魚（2016年8月31日）アンダーガールズ名義 - EAN 4988003491451。
- 止まらない観覧車（2017年3月15日）HKT48名義 - EAN 4988003500689。
- イマパラ（2017年5月31日） - EAN 4988003504465。
- 戸惑ってためらって（2017年8月30日）ネクストガールズ名義 - EAN 4988003508821。
- 微笑みの瞬間（2017年11月22日）7秒後、君が好きになる。名義 - EAN 4988003514389。
- 法定速度と優越感（2017年11月22日）U-17選抜名義 - EAN 4988003514402。
- ぶっ倒れるまで（2018年3月14日）HKT48名義 - EAN 4988003519728。
- Teacher Teacher（2018年5月30日） - EAN 4988003523800。
- センチメンタルトレイン（2018年9月19日） - EAN 4988003528577。
- NO WAY MAN（2018年11月28日） - EAN 4988003534233。
- 必然性（2019年3月13日）IZ4648名義 - EAN 4988003543907。

### 配信シングル
PRODUCE 48名義
- NEKKOYA (PICK ME)（2018年5月10日）

### アルバム
HKT48名義
- 092（2017年12月27日）
  - 人差し指の銃弾 - EAN 4988031254943。
  - ファンミーティング F24名義 - EAN 4988031254967。
- アウトスタンディング（2021年12月1日）
  - 突然 Do love me!
  - あっけない粉雪

AKB48名義
- 次の足跡（2014年1月22日）
  - Stoicな美学 - EAN 4988003447991。
- ここがロドスだ、ここで跳べ!（2015年1月21日）
  - Birth - EAN 4988003463151。
- 0と1の間（2015年11月18日）
  - ミュージックジャンキー Team B名義 - EAN 4988003478308。
  - あれから僕は勉強が手につかない でんでんむChu !名義 - EAN 4988003479046。
- サムネイル（2017年1月25日）
  - 青くさいロック - EAN 4988003499815。

PRODUCE 48名義
- PRODUCE 48 - 30 Girls 6 Concepts（2018年8月18日） - 配信限定。
  - 君に届くように (너에게 닿기를 / To Reach You) Memory Fabricators名義
- PRODUCE 48 - FINAL（2018年9月1日） - 配信限定。
  - We Together
  - 夢を見ている間

### 劇場公演ユニット曲
HKT48名義
HKT48 研究生「脳内パラダイス」
- 泣きながら微笑んで
- MARIA

HKT48 ひまわり組「パジャマドライブ」
- パジャマドライブ

 チームH 2nd Stage「青春ガールズ」
- 雨の動物園

 チームH 3rd Stage「最終ベルが鳴る」
- 初恋泥棒
- 20人姉妹の歌

HKT48 ひまわり組 2nd Stage「ただいま 恋愛中」
- 7時12分の初恋

チームH 4th Stage「シアターの女神」
- キャンディー
- 初恋よ こんにちは
- 嵐の夜には
- 夜風の仕業

 チームH 5th Stage「RESET」
- 制服レジスタンス
- 逆転王子様

AKB48名義
木﨑チームB「ただいま 恋愛中」公演
- 7時12分の初恋

## 作詞
- IZ*ONE
  - With*One - 共同作詞[52]。3rdミニアルバム「Oneiric Diary (幻想日記)」に収録。
  - 幻想童話 (Secret Story of the Swan) (Japanese Ver.) - MosPick、宮脇咲良と共同作詞[53]。日本語版作詞。3rdミニアルバム「Oneiric Diary (幻想日記)」に収録。
  - Violeta（Japanese Ver.） - 日本語版作詞（朝鮮語作詞はChoi Hyun Joon, Kim Seung Soo）。日本1stアルバム「Twelve」に収録[54]。

## 出演

### テレビ番組
- この指と〜まれ!（2017年5月6日 - 9月16日、フジテレビ） - この指特命担当（サブMC）[55][56]。
- PRODUCE 48（2018年4月11日 - 8月31日、Mnet）
- この指と〜まれ! season2（2018年4月29日 - 8月26日、フジテレビ） - この指特命担当[57]。
- この指と〜まれ! season3（2019年5月27日 - 8月26日、フジテレビ） - この指特命担当。
- ラヴィット!（2021年8月26日 - 、TBSテレビ） - 木曜日準レギュラー[58][59]
- THE IDOL BAND：BOY's BATTLE（2022年秋、TBS・SBS M・SBS FiL） - MC
- 矢吹奈子の北九州なココ！グルメ！（2025年3月20日 - 3月23日、TVQ九州放送）

### テレビドラマ
- 月曜ゴールデン 探偵 左文字進 (13) 横浜南房総殺人ルート（2009年1月5日、TBSテレビ） - 下田夏菜（幼少期） 役[60]
- 金曜プレステージ さだまさし父の日ドラマSP 親父の一番長い日（2009年6月19日、フジテレビ）[60]
- 福岡恋愛白書10 十回目の鈴が鳴るとき（2015年3月27日、九州朝日放送） - 中学生の若菜 役[61]
- マジすか学園0 木更津乱闘編（2015年11月28日、日本テレビ） - ナマイキ 役[62]
- AKBラブナイト 恋工場 第15話「卒業」（2016年6月9日、テレビ朝日） - 主演・凛 役[49]
- 顔だけ先生（2021年10月9日 - 12月18日、東海テレビ・フジテレビ系） - 三条愛佳 役[26]
- コンビニ★ヒーローズ〜あなたのSOSいただきました!!〜 第1話（2022年10月19日、関西テレビ 他） - 嶋村みずき 役[63]
- 科捜研の女 2022 Season22 第4話（2022年11月8日、テレビ朝日） - 布川美里 役[64]
- 沼る。港区女子高生（2023年2月25日 - 3月25日、日本テレビ） - 柚月琴奈 役[65]
- 癒やしのお隣さんには秘密がある（2023年7月8日 - 9月30日、日本テレビ） - 田辺真奈美 役[66]
- 18歳、新妻、不倫します。（2023年10月15日 - 12月18日、朝日放送テレビ 他） - ヒロイン・三条明花 役[67]
- 恋愛のすゝめ（2023年11月22日 - 2024年1月17日、TBSテレビ） - 高田華子 役[68]
- 素晴らしき哉、先生!（2024年8月18日 - 10月6日、朝日放送テレビ） - 吉良萌子 役[69]
- 御上先生（2025年1月19日 - 3月23日、TBSテレビ） - 晴山奈緒 役[70][71]
- 君がトクベツ（2025年9月17日〈予定〉 -、毎日放送・TBSテレビ） - 七瀬えみか 役[72]

### 配信ドラマ
- 沼る。港区女子高生 特別版 放課後編 第2話・第3話（2023年2月15日・16日、TVer） - 柚月琴奈 役[73]

### 映画
- タッチ（2005年9月10日、東宝） - 浅倉南（幼少時代） 役[74]
- 新堀川の上で（2012年7月28日、ニューシネマワークショップ）[75]
- 向田理髪店（2022年10月14日、キャンター） - 大原零 役
- 君がトクベツ（2025年6月20日、ギャガ） - 七瀬えみか 役[76]

### 舞台
- HKT48指原莉乃座長公演（2015年4月8日 - 23日、明治座 / 8月15日 - 31日、博多座） - おはぎ 役[77]
- ラヴ・レターズ〜2024 New Year Special〜（2024年1月24日、PARCO劇場） - メリッサ 役[78]
- ミュージカル ブラック・ジャック（2025年6月28日 - 7月13日、IMM THEATER / 7月18日、新潟テルサ / 21日、COMTEC PORTBASE / 23日、アクトシティ浜松 / 26日、カナモトホール / 7月31日 - 8月2日、兵庫県立芸術文化センター） - ピノコ 役[79]
- ミュージカル サムシング・ロッテン!（2025年12月19日 - 2026年1月2日〈予定〉、東京国際フォーラム ホールC / 2026年1月8日 - 12日〈予定〉、オリックス劇場） - ポーシャ 役[80]

### ラジオ
- アッパレやってまーす！月曜日（2022年4月25日 - 、MBSラジオ）
- レコメン!（2023年4月 - 、文化放送） - 水曜22時23時台パーソナリティ[81]
- 古家正亨のPOP☆A（NHKラジオ第1） - 準レギュラー

### 広告モデル・CM
- JCBカード「スマイルキャンペーン at 東京ディズニーリゾート」（2007年8月、ジェーシービー）[82]
- ダイニチ ブルーヒーター「ハヤクアッタカ行進」篇（2007年10月、ダイニチ工業）[82]
- コアラのマーチ（ロッテ）[2]
- うまかっちゃん（2014年 - 2015年、ハウス食品）[83]
- KIRSH（2021年7月）[84]
- earth music&ecology（2022年4月）[85]
- BOAT RACE振興会（2024年1月 - ）[86]
- SHEIN（2024年）[87]

### ミュージック・ビデオ
- AKB48「しあわせを分けなさい」（2016年）[88]

### ファッションショー
- GirlsAward
  - Rakuten GirlsAward 2023 AUTUMN/WINTER（2023年9月30日、幕張メッセ）[89]
  - Rakuten GirlsAward 2024 SPRING/SUMMER（2024年5月3日、国立代々木競技場第一体育館）[90]
- 東京ガールズコレクション
  - CREATEs presents TGC KITAKYUSHU 2023 by TOKYO GIRLS COLLECTION（2023年10月7日、西日本総合展示場新館）[91][92]
  - oomiya presents TGC WAKAYAMA 2024 by TOKYO GIRLS COLLECTION（2024年2月3日、和歌山ビッグホエール）[93]
  - 第38回 マイナビ 東京ガールズコレクション 2024 SPRING/SUMMER（2024年3月2日、国立代々木競技場第一体育館）[94]
  - KCON JAPAN 2024×TOKYO GIRLS COLLECTION（2024年5月10日、幕張メッセ）[95]
  - 第39回 マイナビ 東京ガールズコレクション 2024 AUTUMN/WINTER（2024年9月7日、さいたまスーパーアリーナ）[96]
  - CREATEs presents TGC KITAKYUSHU 2024 by TOKYO GIRLS COLLECTION（2024年10月12日、西日本総合展示場新館）
  - SDGs推進 TGC しずおか 2025 by TOKYO GIRLS COLLECTION（2025年1月11日、ツインメッセ静岡北館大展示場）[97]
  - 第40回 マイナビ 東京ガールズコレクション 2025 SPRING/SUMMER（2025年3月1日、国立代々木競技場 第一体育館）[98]
  - TBS AKASAKA COLLECTION produced by TGC（2025年3月23日、TBS赤坂BLITZスタジオ）[99]
  - マイナビ TGC in 大阪・関西万博 2025（2025年4月5日、大阪・関西万博会場内EXPOメッセWASSE）[100]

### イベント
- 超十代 - ULTRA TEENS FES - 2017@TOKYO（2017年3月28日、幕張メッセ）[101]
- TOKYO IDOL FESTIVAL 2018（2018年8月3日 - 5日、お台場・青海周辺エリア） - 会場ナレーション[102]
- CROSSFM これ韓～これであなたも韓国通～ 公開収録イベント（2021年12月3日、西鉄ホール）
- KCON 2022 Premire in Tokyo（2022年5月14日、幕張メッセ） - MC
- 2022 AAA AFTER STAGE（2022年12月14日、日本ガイシホール） - MC
- KCON 2023 JAPAN（2023年5月12日 - 14日、幕張メッセ） - MC
- 2023 DREAM CONCERT in JAPAN : Hello, My Friends！（2023年6月18日、さいたまスーパーアリーナ） - MC
- MMA2023（2023年12月2日、インスパイアアリーナ）- レッドカーペットプレゼンター
- NAKO YABUKI FANMEETING Vol.1（2023年12月3日、ドイツ文化会館 OAGホール）
- NAKO YABUKI FANMEETING Vol.2（2024年3月31日、大崎ブライトコアホール）
- ラヴィット！ロック（2024年8月24日、代々木第一体育館）
- NAKO YABUKI FANMEETING Vol.3（2024年9月15日、大崎ブライトコアホール）
- NAKO YABUKI FANMEETING Vol.4（2025年3月20日、二子玉川ライズホール）

## 書籍

### 雑誌連載
- LOVE berry（2016年1月 - 、徳間書店） - 専属モデル（ラブモ）[注 1]。（現在休刊）
- 月刊エンタメ（2014年5月 - 、徳間書店）[104]